# 李嵘
李嵘（1971年3月—），男，纳西族，云南昆明人，中华人民共和国政治人物，曾任中华全国青年联合会副主席，云南省归国华侨联合会主席，中国致公党中央委员会常务委员，第十二届全国政协委员。